# Famille Riahi
Cette page explique l’histoire ou répertorie les différents membres de la famille Riahi.
La famille Riahi est une famille tunisienne qui appartient à la notabilité tunisoise et dont les membres s’illustrent dans les sciences religieuses à l'époque husseinite.
La branche tunisoise est fondée par le cheikh Sidi Brahim Riahi, religieux le plus influent de son époque, de 1820 à 1850, date de sa mort. Né à Testour, il est issu de la tribu arabe des Mahmoudi, installée depuis l'arrivée des Hilaliens dans la région de Tripoli. Son grand-père, instituteur qui habite Tripoli, fuit les désordres que connaît ce pays pour venir s'installer dans le village de Testour, dans le nord de la Tunisie. Sidi Brahim arrive à Tunis vers la fin du XVIIIe siècle pour parfaire son enseignement en sciences religieuses, une installation définitive qui le conduit à une réussite sociale en tant que théologien et érudit musulman, au point qu'il soit considéré comme un saint homme.
Ses descendants sont spécialisés dans l'animation de la zaouïa de Sidi Brahim Riahi, où celui-ci est enterré, à la fois mausolée et siège de la confrérie de la Tijaniyya situé sur la rue Sidi Brahim Riahi en plein cœur de la médina de Tunis. On compte parmi eux de nombreux oulémas, cheikhs et imams.

## Personnalités
- Sidi Brahim Riahi (1766-1850), ambassadeur, grand imam, bach mufti malékite et saint[3],[1] ;
- Ali Riahi (?-1851), théologien, professeur (mudarris) à la Zitouna, premier cheikh de la tariqa de la Tijaniyya en Tunisie ;
- Ali Riahi (1912-1970), chanteur ;
- Taïeb Riahi (?-1850), professeur (mudarris) de première classe à la Zitouna ;
- Hadj Mohammed Riahi, cheikh de la zaouïa de Sidi Brahim Riahi et dirigeant de la tariqa de la Tijaniyya en Tunisie ;
- Tahar Riahi (?-1923)[3], professeur au Collège Sadiki, imam et mufti de Tunis, il mène un mouvement de protestation à Tunis, en 1861, pour que les beys prennent la mesure de la disette engendrée par la mauvaise gestion de ministres corrompus ; il est déporté pendant une certaine période loin de la capitale et surveillé étroitement par les autorités beylicales.